# Prabhakar Menon
Prabhakar Menon es un diplomático indio retirado.
- Kumara Padmanabha Sivasankara Menon es un hijo de B. Menon  y T.C.R. Menon.
- De junio de 1962 a febrero de 1963 hizo con Satish Kumar de Rajasthan una marcha de 3.400 millas de Nueva Delhi a Moscú encontra Arma nuclear.[2]
- De 1968 a 1973 fue empleado en Hong Kong.
- 1974 a 1975 fue Encargado de negocios en Hanói.
- De 1975 a 1982 fue secretario adjunto del Ministerio de Asuntos Exteriores (India).

## Toma y daca
- En 1981 el gobierno de Indira Gandhi pidió a una otra asignación para George Brevard Griffin (1916-2010), consejero de embajada en la misión de los Estados Unidos en Nueva Delhi, que ya estaba en Calcuta durante la Guerra de Liberación de Bangladés.[3]
- En 1981 Prabhakar Menon fue designado oficial en la misíon de la India en Washington D. C. pero el gobierno de Ronald Reagan no lo aceptó.
- De 1982 a 1985 fue embajador en Berlín Este.
- De 1986 a 1989 fue embajador en Dakar (Senegal).
- En 1989 fue embajador representante permanente suplente de la India ante Sede de la Organización de las Naciones Unidas.
- Hasta 1996 fue secretario de enlace de P. V. Narasimha Rao[4]
- De 1996 a 1999 fue embajador en La Haya, representant permanente ante la Organización para la Prohibición de Armas Químicas y Presidente de este gremio.
- De 2001 a 2003 fue embajador en Dublín (Irlanda).[5]